# Инфаркт лёгкого
Инфа́ркт лёгкого (лёгочный инфаркт) — заболевание, возникающее при блокировке лёгочной артерии, от чего часть лёгкого воспаляется. Инфаркт лёгкого вызывается тромбоэмболией лёгочной артерии.
Благодаря двойному кровоснабжению лёгких как из бронхиального, так из лёгочного кровотока, ткань лёгкого более устойчива к инфаркту. Закупорка бронхиального кровообращения не вызывает инфаркта, но всё же он может возникать при тромбоэмболии лёгочной артерии, когда лёгочное кровообращение заблокировано и бронхиальное кровообращение не может полностью его компенсировать.

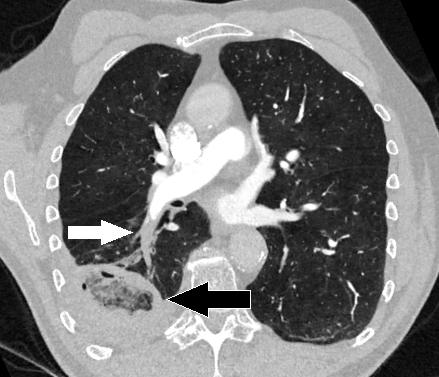
Компьютерная томография инфаркта лёгкого на фоне хронической тромбоэмболии легочной артерии (белая стрелка). Область инфаркта (чёрная стрелка) имеет обратный знак ореола.